# József Pintér
József Pintér (Budapest, 9 novembre 1953) è uno scacchista ungherese, Grande maestro.
Due volte vincitore del Campionato ungherese (1978 e 1979).
Ha partecipato con la nazionale ungherese a otto olimpiadi degli scacchi dal 1980 al 1998. Ha vinto l'oro individuale in prima riserva alle olimpiadi di Salonicco 1984 e l'argento di squadra alle olimpiadi di Malta 1980.
Tra i risultati di torneo:
- 1979 :  vince il torneo internazionale di Roma (ripetuto nel 1982 e 1983);[2]
- 1983 :  primo a Balatonberény;
- 1985 :  primo a Praga e Copenaghen;
- 1986 :  pari primo con Volodymyr Tukmakov a Szirák;
- 1987 :  primo a Varsavia;
- 1988 :  secondo dietro a Smbat Lpowtyan nel torneo di Dortmund;
- 1989 :  primo a Montpellier e León;
- 1990 :  vince l'open A di Dortmund;
- 1991 :  primo a Beersheba;
- 1995 :  primo-terzo con Sergej Smagin e Aršak Petrosyan nell'open A di Dortmund.
- 2000 :  primo a Budapest (zonale).

Alcune partite notevoli:
- József Pintér - Bent Larsen, Las Palmas 1982 –  Indiana Bogoljubov E11
- József Pintér - Sergej Archipov, Balatonberény 1983 –  Inglese A34
- Lajos Portisch - József Pintér, Campionato ungherese 1984 –  Difesa Semi-Tarrasch D41 [3]